# Trigonostemon wetriifolius
Trigonostemon wetriifolius là một loài thực vật có hoa trong họ Đại kích. Loài này được Airy Shaw & Ng miêu tả khoa học đầu tiên năm 1978.